# Apopestes fasciata
Apopestes fasciata är en fjärilsart som beskrevs av Arnold Spuler 1907. Apopestes fasciata ingår i släktet Apopestes och familjen nattflyn. Inga underarter finns listade i Catalogue of Life.